# The Blackjacks
The Blackjacks foi um stable da WWF(WWE). A stable era constituída por Blackjack Mulligan e Blackjack Lanza. Depois de formar na década de 1970, que lutou em uma variedade de promoções de wrestling profissional. Incluindo a American Wrestling Association e World Wide Wrestling Federation. Eles foram introduzidos ao WWE Hall of Fame em 2006.

## No wrestling
- Manager
  - Bobby Heenan
  - Lou Albano

## Títulos
- Big Time Wrestling 
  -  NWA American Tag Team Championship ( 2 vezes)
- World Wrestling Association

* WWA World Tag Team Championship
- World Wide Wrestling Federation / World Wrestling Entertainment

* WWE Hall of Fame ( Class of 2006)
*  WWWF World Tag Team Championship ( 1 vez)